# Przewodnik drugiego rodzaju
Przewodnik drugiego rodzaju – przewodnik elektryczny, który przewodzi prąd elektryczny przy udziale jonów, a nie elektronów. 
Przewodnikami drugiego rodzaju są elektrolity w postaci roztworu lub w postaci stopionej np. sole.